# 李勉之
李勉之（り べんし）（1966年9月19日－）は、台湾の漫画家。通称は阿勉。

## 人物
- かつて高永のアシスタントを務めた。
- 32ページの短編漫画『女鬼跟著你』[2]で東立出版社第1回少年快報新人賞第2位を獲得した[1]。

## 作品
- 『好字在』[3]（漫画銀行出版社出版）
- 『髒語生』[4]（漫画銀行出版社出版）
- 『Miss Sex』[5]（大然文化出版）
- 『AMIN漫画実戦道場』（大然文化出版）
- 『我是YOYO高手 李勉之漫画秘笈版』（小貓社出版）
- 『鳥蛋新聞』[6]（時報文化出版）
- 『校園撚人王』（甜筒輝脚本、跨傳媒出版）